# Луције Септимије Оденат
Луције Септимије Оденат (? - 267) био је владар града Палмире у Сирији и оснивач краткотрајног Палмирског царства.

## Биографија
Оденат је био син Луција Септимија Ирода, локалног племића за кога историчари верују да је стекао римско држављанство у доба династије Севера крајем 190-их. Када је дошао на власт, није познато; први записи који о њему говоре као краљу датирају из 258. године. У то време је Римско царство било погођено тешком кризом која се још више продубила када је 259/260. цар Валеријан заробљен у сукобу са персијским краљем Шапуром I. Оденат се испочетка мислио покорити Шапуру, али је његова понуда одбијена; након тога је ступио у сукоб са Персијанцима, којима је, за разлику од Валеријана, наносио велике поразе. Оденат се такође успешно борио и са римским узурпатором Квијетом. Временом је стекао велику моћ и територију, те се прогласио краљем. Историчари се споре око тога да ли је Оденат признавао Галијена за цара; у сваком случају, Галијен није имао никакве контроле над Палмиром и околним територијама, те се оне функционисале као независна држава. Када се спремао за поход на Готе у Кападокији убио га је нећак Меоније у завери која се приписује његовој супрузи и наследници Зенобији.